# 李嵩 (弘治進士)
李嵩（1467年—？），字惟嶽，山东滨州人，明朝政治人物，弘治己未進士。官至常州府知府。

## 生平
弘治二年（1489年）己酉科山東鄉試第十八名舉人，弘治十二年（1499年）己未科會試第二百一名，三甲第十名进士，弘治十三年（1500年）授华亭县知县，历刑部员外、迁河南道监察御史，正德六年，李嵩以御史出任常州府知府，时倭寇常犯北方，李嵩预计必定会扰犯内地，“嵩务修城池，咸谓计然寇意浮江而至，犯江阴，嵩披甲御之，吏民见嵩，气益倍增，斩获数百人。又令泅水中沉贼舟，寇乃退”。昔舜宜巷口有觅渡桥，为李嵩在正德八年（1513）为便利市民过市河而建。后李嵩离任西去，“郡人怀思之，榜西城门楼曰怀李门”。

## 家族
曾祖李贵；祖李显；父李衡。母梁氏。慈侍下。